# The Professionals (band)
The Professionals was een Engelse punkband. De band werd in 1979 gevormd door Paul Cook, ex-drummer van de Sex Pistols en Steve Jones, ex-gitarist van de Sex Pistols. De band werd opgericht na het opdoeken van laatstgenoemde band. 
In hun vierjarig bestaan brachten ze twee albums uit, waar vier singles van uitkwamen. Enkel met 1, 2, 3 haalden ze de hitlijsten, meer bepaald in het Verenigd Koninkrijk. Andere singles waren Just Another Dream, The Magnificent en Join the Professionals. Deze laatste werd gecoverd door Epoxies.
In 1982, na hun tweede tour in de Verenigde Staten kregen ze een auto-ongeval. Enkel Jones was er niet bij en dat zorgde voor moeilijkheden en het feit dat Jones in de VS bleef terwijl de rest van de band terug naar Engeland trok, waren waarschijnlijk de redenen voor de opheffing van de band. 
In 2005 kwam er wel nog een Best Of-album van The Professionals uit, getiteld The Best of the Professionals.

## Bezetting
- Steve Jones: zanger, gitarist
- Paul Cook: drummer
- Ray McVeigh: bassgitarist (1980-1982)
- Andy Allen: bassgitarist (1979-1980)
- Paul Myers: gitarist